# Kluizen
Kluizen est une section de la commune belge d'Evergem située en Région flamande dans la province de Flandre-Orientale. C'était une commune à part entière avant la fusion des communes de 1965 quand elle devient une section de Ertvelde jusqu'à la fusion de cette dernière avec Evergem en 1977.

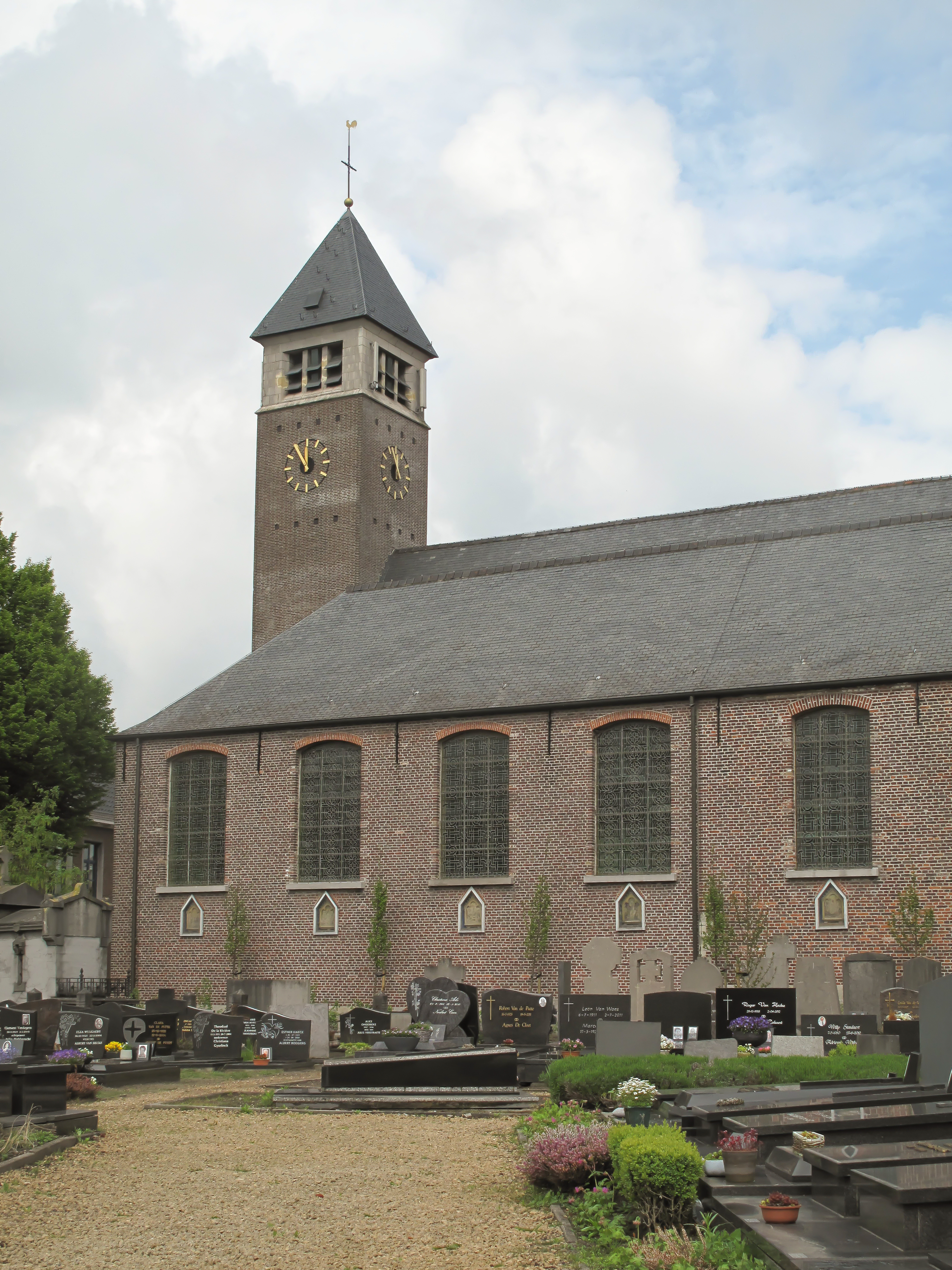
église: de Onze Lieve Vrouw Geboortekerk

## Démographie

### Évolution démographique
- Sources : INS, Rem. : 1831 jusqu'en 1961 = recensements[2].